# Hendrik Carloff
Hendrik Carloff (Rostock, 1621 – 1684) è stato un mercante e avventuriero svedese.
Carloff iniziò la sua carriera come semplice marinaio, ma raggiunse il grado di comandante e divenne direttore della Compagnia olandese delle Indie occidentali. Successivamente aderì alla Compagnia dell'Africa svedese e poi alla Compagnia dell'Africa danese sulla Costa d'Oro, venendo coinvolto nel traffico di schiavi. Dal 1676 al 1677 fu governatore di Tobago.

## Biografia
Poco si sa dei primi anni di vita di Carloff. Nacque a Rostock o, secondo altre fonti, nel ducato di Finlandia. Nel 1637 venne impiegato a bordo delle navi della Compagnia olandese delle Indie britanniche nel Brasile olandese dapprima come soldato e poi come cronista. Nel maggio del 1641, Giovanni Maurizio di Nassau-Siegen decise di inviare una spedizione a Luanda. Il gruppo, con a bordo Carloff, giunse tra l'agosto ed ottobre di quell'anno a Sao Tomé che venne conquistata, spezzando temporaneamente le conquiste portoghesi in Africa. Dal 1645 al 1649 Carloff prestò servizio a Fort Elmina e a Fort Nassau (Ghana) presso la città di Mori. Nel 1648 riuscì a ottenere il permesso dal capo degli Efutu per l'acquisto di terra. Fu a quel punto che Carloff, che aveva una profonda conoscenza personale della struttura sociale di Axim, decise di tornare in Europa nella speranza di trovare qualcuno che fosse disposto con lui a sviluppare dei piani commerciali.

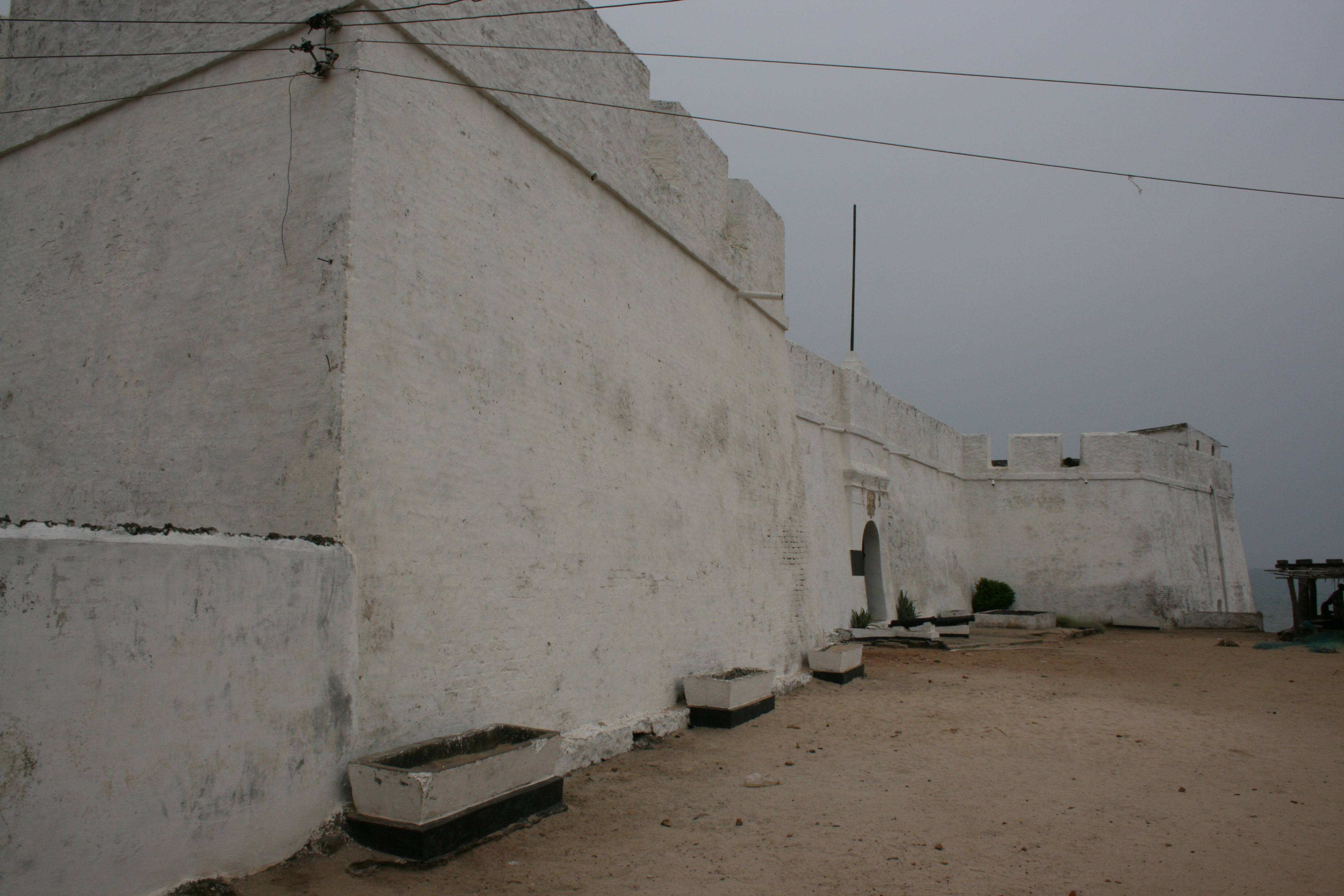
Il castello di Anomabu.

Dopo dodici anni con la Compagnia olandese delle Indie occidentali, Carloff decise di offrire i suoi servigi a Louis de Geer, che poco dopo fondò la Compagnia dell'Africa svedese con sede a Stade. Venne scritturato come comandante e direttore per tre anni col salario di 100 gulden e un'oncia d'oro al mese per le spese di cui si sarebbe fatto carico. Si imbarcò dall'Elba e salpò poi alla volta dell'Africa occidentale. Giunse nella Costa d'Oro il 22 aprile. Carloff siglò un nuovo contratto per l'acquisto di terra col capo di Efutu. Ad ogni modo erano già all'attivo dei conflitti con la Guinea Company di Londra, la quale stava negoziando con Henniqua, un cugino del re dei Fetu, per stabilire in loco un avamposto commerciale inglese. Il 28 maggio 1650 Svezia e Inghilterra siglarono insieme un trattato col capo locale: gli inglesi ottennero il diritto alla metà dei commerci, gli svedesi l'altra metà.
Carloff occupò Butre nel 1650, Annemabo nel 1651 e Orsou nel 1652. Al suo ritorno nel settembre del 1652, Carloff e la sua nave Christina vennero catturati dagli inglesi e portati a Plymouth. La sua nave stava trasportando circa 20 sacchi d'oro e 6500 zanne di elefante. L'oro e tutti gli oggetti preziosi ritrovati vennero portati alla Torre di Londra. Nel frattempo, lo svizzero Isaac Melville, suo successore, iniziò la costruzione di Fort Carolusborg e la conquista di Takoradi nel 1653. Una volta liberato, Carloff tornò in Svezia, dove venne promosso generale e ottenne il cavalierato il 3 maggio 1654, prendendo il nome nobiliare di Carloffer. Gli svedesi occuparono Jumore (e vi costruirono Fort Apollonia) e Cabo nel 1655. Nel 1656 Fort Batenstein venne ricatturato dagli olandesi. Johann Philipp von Krusenstjerna (1626–1659) prese il posto di governatore. Carloff, annoiato dalla conduzione della colonia, decise di disertare e di offrire i propri servigi alla Danimarca il 27 marzo 1657.

### La Compagnia dell'Africa danese

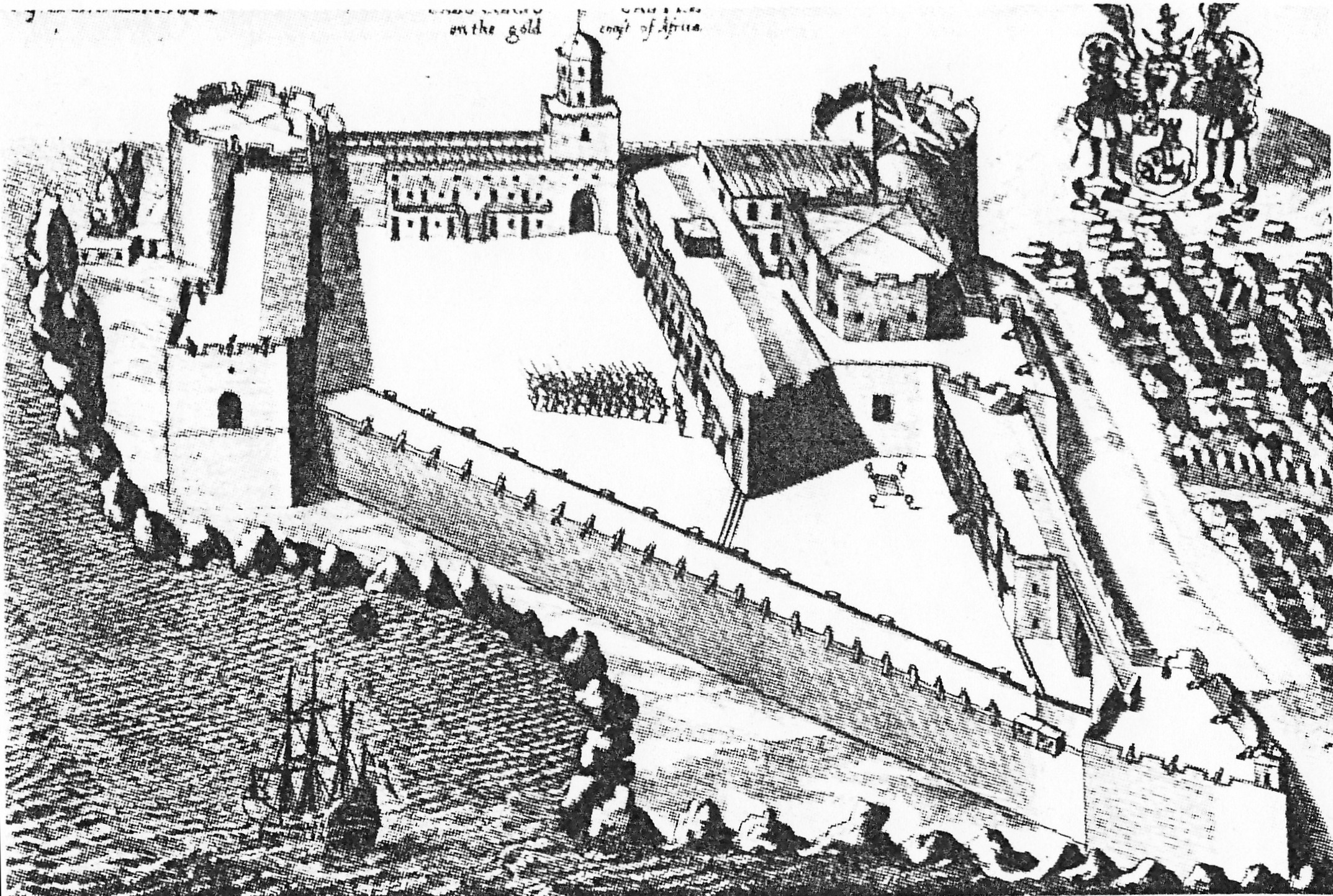
Fort Carolusborg (1682), costruito per iniziativa di Carloff

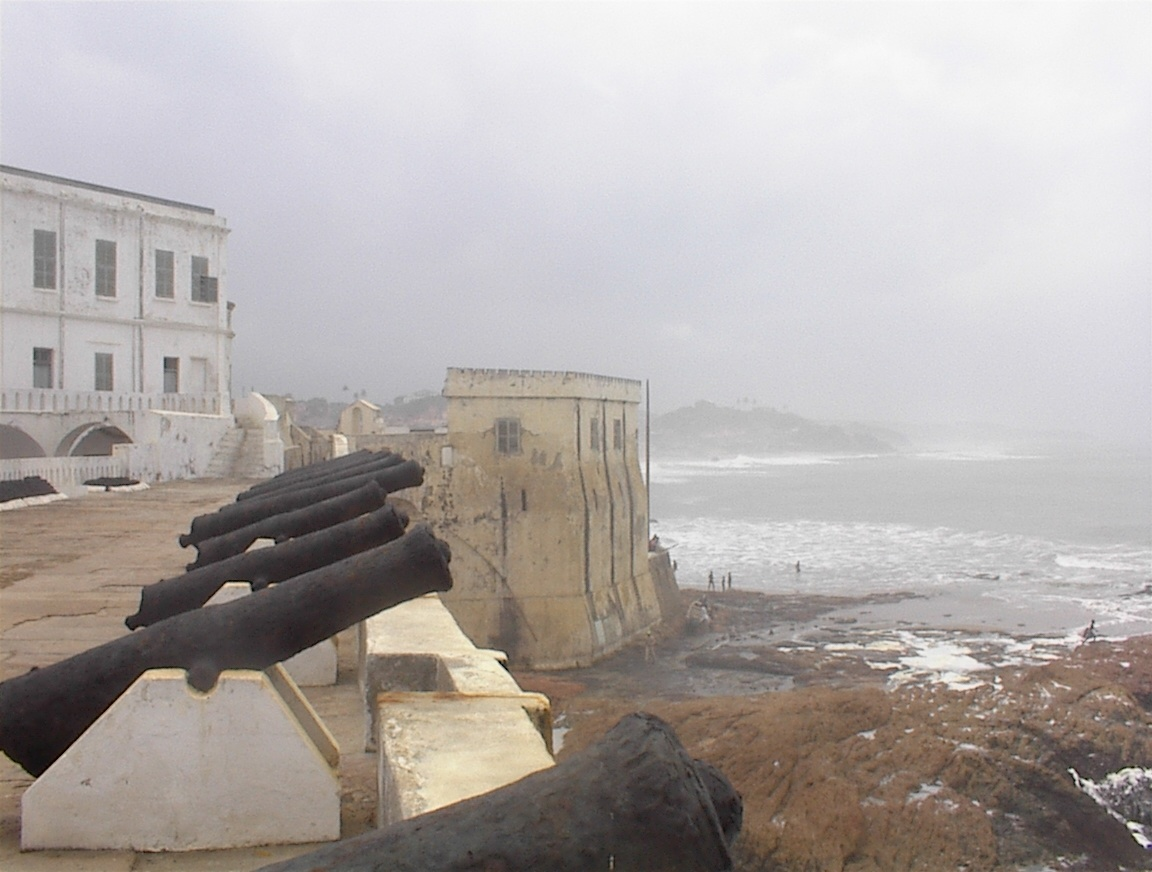
Il forte sulla Costa d'Oro (2003)

Il 27 marzo 1657 Carloff offrì i propri servigi a re Federico III di Danimarca. Federico e il suo Consiglio Privato approvarono il desiderio di Carloff di condurre tali operazioni coloniali in Africa, mentre in Europa la Danimarca era impegnata in una Guerra con la Svezia (1657-58). Dal 1657 al 1662 egli fu direttore generale della Compagnia dell'Africa svedese, istituita con una patente regia per 25 anni. Carloff ottenne la somma di 25.000 gulden per dare inizio alle operazioni. Nel dicembre del 1657 lasciò il porto di Emden su una nave chiamata "Glückstadt" con la missione di riprendere Fort Carolus Borg per la Danimarca. La nave venne equipaggiata con 18 cannoni e una ciurma di 48 marinai e giunse a destinazione il 25 gennaio 1658, ad est di Fort Carolusborg, il quale venne catturato dopo due giorni di scontri. Von Krusenstierna venne arrestato; tutto ciò che di prezioso venne trovato nel forte (circa 185 kg di oro e diverse tonnellate di avorio) oltre alla nave "Stockholm Lock" vennero confiscati. L'avamposto rientrò quindi nei possedimenti della Compagnia dell'Africa svedese. Per re Carlo X Gustavo di Svezia, questo affronto fu una delle ragioni per interrompere i concordati di pace con la Danimarca.
Carloff nominò Samuel Schmidt (o Smith) alla gestione dell'avamposto e lasciò sul posto due navi, di cui una era quella sequestrata agli svedesi. L'8 giugno, giunse a Glückstadt, dove l'ambasciatore svedese Vincent Möller, fratello del sindaco di Amburgo, tentò di arrestarlo. Carloff riuscì a far inviare segretamente l'oro da Harlingen ad Amsterdam. Il 10 marzo 1659, siglò un contratto con l'ammiragliato danese a Groninga. Il 28 marzo venne nominato ad Amburgo governatore della "Glückstädter Afrikanische Kompanie". Con lui vennero coinvolti nell'operazione anche due mercanti di Amburgo (Vincent Klingberg e Jacob del Boe), ma gran parte dei partecipanti erano di Amsterdam e i vascelli vennero equipaggiati grazie a un accordo con Lieuwe van Aitzema.
Al Trattato di Roskilde o al Trattato di Copenaghen (1660) venne stabilito che il forte dovesse ritornare come possedimento alla Svezia, ma quando si seppe che Schmidt aveva venduto tutti i possedimenti danesi in loco il 16 aprile 1659 al direttore della Compagnia olandese delle Indie occidentali, Jasper van Heussen, Carloff ottenne l'incarico di rioccupare l'area come parte dell'offensiva della Guerra danese-svedese (1657-1658). Quando i Fetu seppero della vendita senza essere stati informati, attaccarono il forte con 2000 guerrieri armati di granate a mano. Schmidt aveva avuto istruzioni di fuggire in caso di necessità con dell'oro e con un certo Jan Christiaansz.
Nel 1659 Carloff entrò in conflitto con la Compagnia olandese delle Indie occidentali per il possesso di oro. Al tempo egli viveva infatti a Haarlem e aveva già minacciato di rivolgersi agli inglesi per prestare loro i suoi servigi. La Compagnia olandese delle Indie occidentali aveva progettato di uccidere il fratello del re Fetu, e di attaccare nel contempo il forte Carolus Borg. Carloff nel frattempo sposò Sophia Felicitas von Wolzogen. Nel 1660 acquistò una casa a Keizersgracht, la quale era già stata presa in affitto dal farmacista Johann Rudolf Glauber, e poi da Jan Valckenburgh, suo ex collega sulla Costa d'Oro.

### La Compagnia francese delle Indie occidentali
Nel 1662, salpò nuovamente alla volta dell'Angola e delle Indie occidentali; nel 1664 fece vela verso la Caienna e Guadalupe. Nel 1665 venne nominato da Jean-Baptiste Colbert consigliere per la Compagnia francese delle Indie occidentali, considerando la sua esperienza nel campo. Fu lui a firmare un contratto l'8 febbraio di quello stesso anno ad Amsterdam per portare degli schiavi provenienti dalle colonie francesi in Africa occidentali per i successivi sei anni; in cambio egli ricevette dello zucchero dalla Francia. Il 19 agosto 1666, perse una nave che stava attendendo i venti favorevoli nel Raid di Vliestromm, per colpa di un attacco a tradimento di Robert Holmes. Nell'evento si trovavano all'ancora 150-170 navi. I suoi uomini fuggirono, mentre la nave bruciava tra le fiamme degli inglesi, e si portarono a Harlingen, in Frisia. L'incendio causò pesanti danni e il porto di Amsterdam rimase chiuso per diversi giorni. Nel 1669 salpò da Le Havre alla volta dell'Africa, dove imbarcò 1000 schiavi di cui 750 vennero sbarcati in Martinica. Nel 1672 ne trasferì 350 a Guadalupe.

### Governatore di Tobago

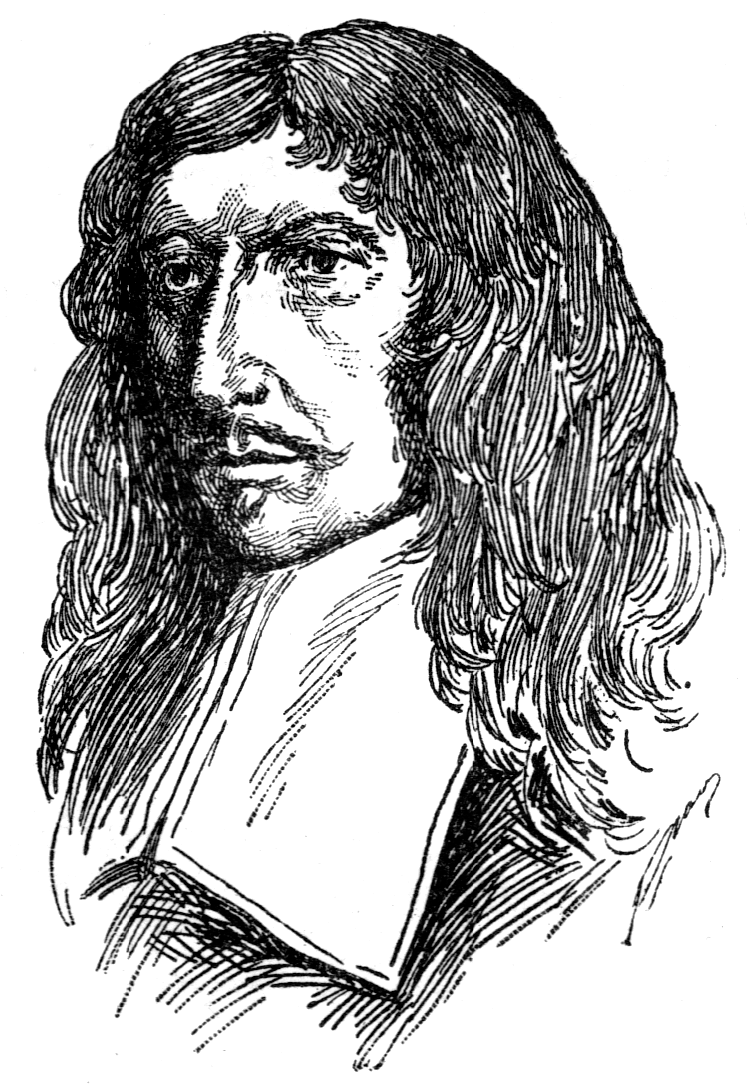
Jean II d'Estrées

Nel 1672 circa 500 coloni olandesi giunsero sull'isola di Tobago. Il 18 dicembre 1672 una spedizione inglese catturò sei navi e 600 uomini dopo cinque o sei ore di battaglia. Gli inglesi distrussero l'insediamento e i coloni vennero deportati nelle Barbados; Tobago venne abbandonata. Col Trattato di Westminster (1674) la Repubblica Olandese ricevette la restituzione di New Walcheren dagli inglesi. Carloff aveva pianificato di popolare nuovamente la colonia per conto degli olandesi. Il suo piano venne approvato dall'Ammiragliato di Amsterdam e nel 1676 salpò con Jacob Binckes. Carloff venne nominato da re Guglielmo III quale nuovo commissario generale della colonia.
Il 21 febbraio 1677, l'ammiraglio Jean d'Estrées giunse sull'isola con 24 navi e 1000 uomini tra cui 700 soldati, 100 coloni e 15 vascelli. L'episodio bellico che ne nacque fu l'azione del marzo del 1677; d'Estrées venne costretto a ritirarsi a Grenada. Il 6 dicembre d'Estrées fece un nuovo tentativo di attaccare la colonia. Al contrario delle aspettative, attaccò la fortezza non dal mare, ma da terra. Il 12 dicembre una palla di cannone francese causò una tremenda esplosione nella polveriera della fortezza, uccidendo di colpo 250 uomini. Un piccolo gruppo riuscì a fuggire, il resto si arrese.
Non è chiaro quale ruolo Carloff abbia giocato in questo episodio, ma da questo momento in poi di lui non si ebbero più notizie.